# Christuskirche (Uelzen)

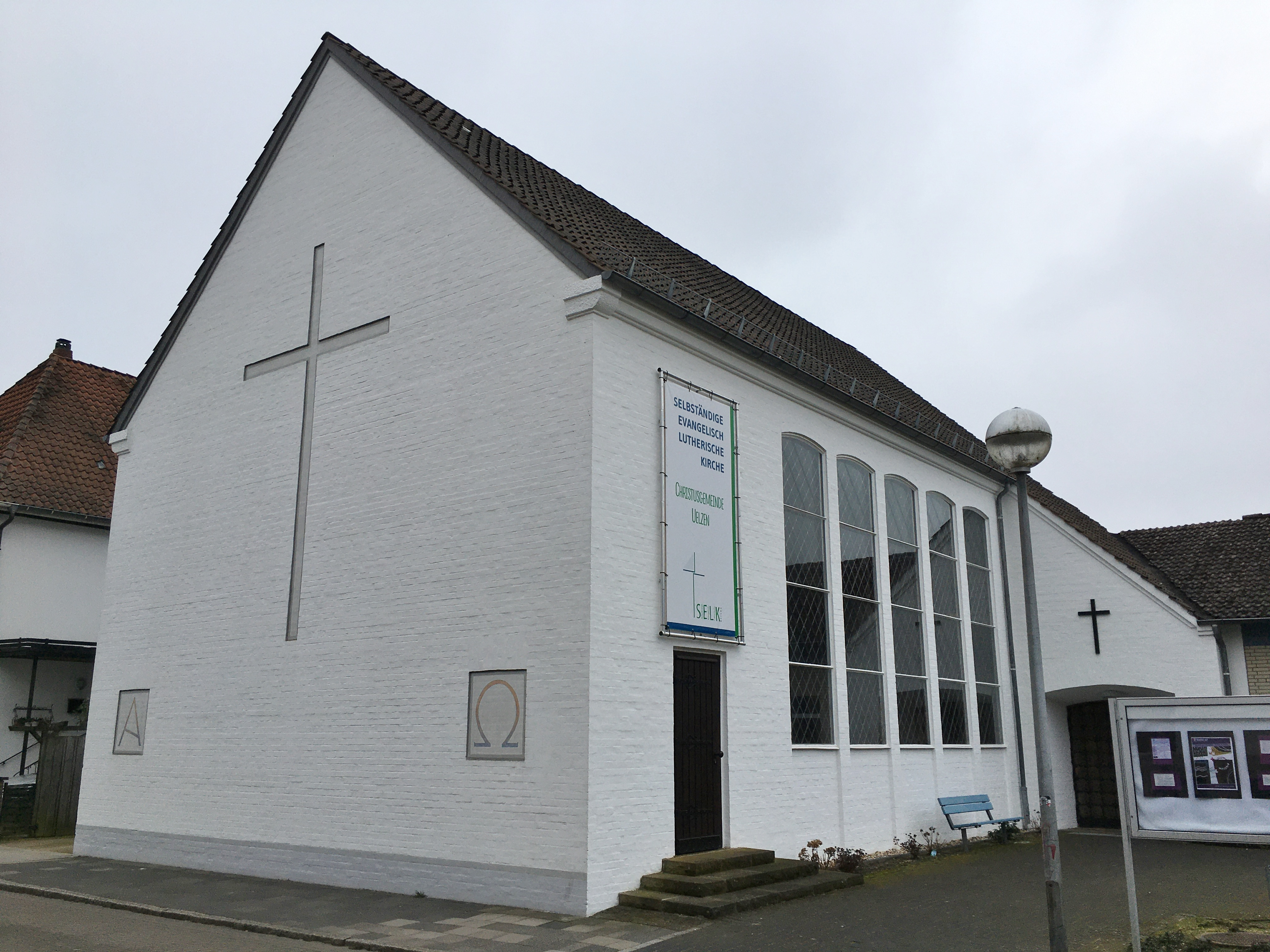
Christuskirche in Uelzen

Die Christuskirche in der niedersächsischen Hansestadt Uelzen gehört zur Selbständigen Evangelisch-Lutherischen Kirche.

## Geschichte
Die Bauarbeiten begannen 1950 und wurden am 1. Advent 1950 mit der Einweihung der Kirche abgeschlossen. Damit war das vom Uelzener Architekten Karl Schlockermann entworfene Gotteshaus der erste Kirchenneubau nach dem Zweiten Weltkrieg im Landkreis Uelzen. Die Pläne umfassten auch einen Entwurf für einen 40 Meter hohen Kirchturm, der allerdings nicht errichtet wurde, sondern später teilweise bei der St.-Johannis-Kirche in Uelzen realisiert wurde.
1988 erfuhr der Altarraum durch den Bremer Künstler Heinz Lilienthal eine Neugestaltung.

## Architektur & Ausstattung
Das Gebäude kennzeichnet eine klare Gestaltung, wobei der Innenraum durch eine Vielzahl an Fenstern äußerst hell erscheint. Das Kirchenschiff der Saalkirche ist mit einer dunklen Holzbalkendecke ausgestattet und enthält an der Westseite eine schlichte Empore. Der Grundriss des Gebäudes entspricht beinahe den Verhältnissen eines Goldenen Rechtecks. Das Gebäude bietet Platz für etwa 260 Personen.
Das Altarretabel wurde von Heinz Lilienthal gestaltet und weist eine Kreuzform auf. Es zeigt in bunten Farben als Mosaik gestaltet Jesus und seine Jünger beim Abendmahl.

## Kirchliche Organisation
Die Christusgemeinde in Uelzen bildet seit 2007 mit der Christuskirche in Molzen einen Pfarrbezirk.